# Nunnally Johnson
Pour les articles homonymes, voir Johnson.
Nunnally Johnson est un nouvelliste, scénariste, producteur et réalisateur américain, né le 5 décembre 1897 à Columbus (Géorgie) et mort le 25 mars 1977 à Hollywood (Californie).

## Biographie
Il amorce une carrière littéraire en signant à partir de 1923 un grand nombre de nouvelles, dont plusieurs appartiennent au genre policier et à la comédie romantique, pour divers magazines, notamment Smart Set et The Saturday Evening Post. En 1933, il met fin à l'écriture de nouvelles quand il est appelé à Hollywood où il sera scénariste. Son travail est couronné puisqu'il récolte deux nominations aux Oscars pour ses scénarios adaptés pour Les Raisins de la colère (1940), film de John Ford, d'après le roman éponyme de John Steinbeck, et pour Holy Matrimony (1943), film de John Stahl, d'après le roman Buried Alive d'Arnold Bennett.
Johnson devient producteur en 1935 et passe derrière la caméra dans les années 1950, tout en continuant son activité de scénariste. Comme réalisateur, il est surtout connu pour trois films : La Veuve noire (1954), avec Ginger Rogers, Van Heflin et Gene Tierney, d'après le roman éponyme de Patrick Quentin ; L'Homme au complet gris (1956), avec Gregory Peck, Jennifer Jones et Fredric March ; et Les Trois Visages d'Ève (1957), avec Joanne Woodward, Lee J. Cobb et David Wayne, film qui vaut l'Oscar de la meilleure actrice à Woodward lors de la 30e cérémonie des Oscars en 1958.
Nunnally Johnson a trois épouses : Marion Byrnes, Alice Mason et Dorris Bowdon. Avec cette dernière, il a trois enfants, dont Marjorie Fowler. Il est le grand-père de l’acteur Jack Johnson et le beau-père de Gene Fowler Jr.

## Œuvres

### Nouvelles
- Ashes to Ashes (1923)
- Scarehead (1923)
- I Owe It All to My Wife (1923)
- Doing Right by Nell (1923)
- The Ad Section (1924)
- The Happy Ending (1924)
- Twins (1924)
- The Rollicking God (1924)
- A Scream in the Dark (1925) Publié en français sous le titre Un cri dans le noir, dans Meurtres pour de vrai, Paris, Gallimard, Série noire no 2344, 1993
- The Hero (1925)
- Lovelorn (1925)
- The Hearse Horse (1925)
- The Laughing Death (1925)
- The Death of an Infinitive Splitter (1925)
- The Love of a Moron (1926)
- His Name in the Papers (1926)
- Fame Is a Bubble (1926)
- Rough-House Rosie (1926)
- It Probably Never Happened (1926)
- A Portrait of the Writer (1926)
- Straight from New York (1926)
- A Lady of Broadway (1927)
- A Good Little Man (1927)
- An Artist Has His Pride (1927)
- The Betting Bookworm (1928)
- The Anti-New York (1928)
- Comedy (1928)
- Young Poison (1928)
- The Driving Afflatus (1928)
- The Actor (1928)
- The Private Life of the Dixie Flash (1928)
- New York - My Mammy! (1928)
- The World’s Shortest Love Affair (1928)
- Good Old Uncle Homer (1928)
- Simple Honors (1928)
- A Pain in the Neck (1929)
- Not If You Gave It to Me! (1929)
- The Pagliacci Blues (1929)
- Mlle. Irene the Great (1929)
- One Meets Such Interesting People (1929)
- A Victim of the War (1929)
- Away from It All (1930)
- The Burglar’s Bride (1930)
- The Shocking Case of Gregory Elwood (1930)
- Those Old Pals of Hers (1930)
- Twenty Horses (1930)
- There Ought to Be a Law (1930)
- It’s In the Blood (1930)
- Women Have No Sense of Humor (1930)
- A Woman at the Wheel (1930)
- The Lowest Form of Humor (1931)
- Dixie Belle (1931)
- The Woman’s Touch (1931)
- Nightmare (1931)
- The Lion in the Bronx (1931)
- Author! Author! (1931)
- Gregory Smashes His Inferiority Complex (1931)
- The Submachine-Gun School of Literature (1931)
- Pillar of Strength (1931)
- Josie (1931)
- No Hits, No Runs, One Error (1931)
- It’s the Old Calorie Game (1932)
- The Floyd Gibbons Influence (1932)
- The Man Who Made a Speech (1932)
- Krazy (1932)
- Blood from the Moon (1932)
- Once a Sucker (1933)
- Holy Matrimony (1933)
- The Wizard (1933)
- The Twelfth Baronet (1933)
- Lulabel the Lulu (1933)
- He Knows Better Now (1937)
- Clothes Make the Man (1939)

### Filmographie

#### Comme scénariste
- 1933 : Mama Loves Papa de Norman Z. McLeod
- 1933 : Monsieur Bébé (A Bedtime Story) de Norman Taurog
- 1934 : L'Étoile du Moulin-Rouge (Moulin Rouge) de Sidney Lanfield
- 1934 : La Maison des Rothschild (The House of Rothschild)
- 1934 : Le Retour de Bulldog Drummond (Bulldog Drummond Strikes Back)
- 1934 : Kid Millions
- 1935 : Cardinal Richelieu
- 1935 : Baby Face Harrington
- 1935 : Votez pour moi (Thanks a Million)
- 1935 : L'Homme qui fait sauter la banque (The Man Who Broke the Bank at Monte Carlo) de Stephen Roberts
- 1936 : Je n'ai pas tué Lincoln (The Prisoner of Shark Island)
- 1936 : Les Chemins de la gloire (The Road to Glory)
- 1936 : Saint-Louis Blues (Banjo on My Knee)
- 1939 : Wife, Husband and Friend (en)
- 1939 : Rose de Broadway (Rose of Washington Square)
- 1939 : Le Brigand bien-aimé Jesse James
- 1940 : Les Raisins de la colère (The Grapes of Wrath)
- 1940 : I Was an Adventuress
- 1940 : La Roulotte rouge ou La Belle écuyère (Chad Hanna)
- 1941 : La Route au tabac (Tobacco Road) de John Ford
- 1942 : La Folle Histoire de Roxie Hart (Roxie Hart)
- 1942 : La Péniche de l'amour (Moontide)
- 1942 : The Pied Piper
- 1942 : Life Begins at Eight-Thirty
- 1943 : La Nuit sans lune (The Moon Is Down) d'Irving Pichel
- 1943 : Holy Matrimony
- 1944 : Casanova le petit (Casanova Brown)
- 1944 : Les Clés du royaume (The Keys of the Kingdom)
- 1945 : La Femme au portrait (The Woman in the Window)
- 1945 : L'Homme du Sud (The Southerner)
- 1945 : Le Grand Bill (Along Came Jones)
- 1946 : La Double Énigme (The Dark Mirror)
- 1948 : Monsieur Peabody et la sirène (Mr. Peabody and the Mermaid)
- 1949 : Si ma moitié savait ça (Everybody Does It)
- 1950 : Captives à Bornéo (Three came honte)
- 1950 : La Cible humaine (The Gunfighter)
- 1950 : Le Moineau de la Tamise (The Mudlark) de Jean Negulesco
- 1951 : The Long Dark Hall
- 1951 : Le Renard du désert (The Desert Fox: The Story of Rommel)
- 1952 : Appel d'un inconnu (Phone call from a stranger)
- 1952 : Cinq mariages à l'essai (We're Not Married!)
- 1952 : La Sarabande des pantins (O. Henry's Full House)
- 1952 : Ma cousine Rachel (My Cousin Rachel)
- 1953 : Comment épouser un millionnaire (How to Marry a Millionaire)
- 1954 : Les Gens de la nuit (Night People)
- 1954 : Témoin de ce meurtre (Witness to Murder)
- 1954 : La Veuve noire (Black Widow)
- 1955 : Deux Filles en escapade (How to Be Very, Very Popular)
- 1956 : L'Homme au complet gris (The Man in the Gray Flannel Suit)
- 1957 : Ma femme a des complexes (Oh, Men! Oh, Women!)
- 1957 : Les Trois Visages d'Ève (The Three Faces of Eve)
- 1959 : L'Homme qui comprend les femmes (The Man Who Understood Women)
- 1960 : L'Ange pourpre (The Angel Wore Red)
- 1960 : Les Rôdeurs de la plaine (Flaming Star)
- 1962 : Marilyn Monroe - les Derniers Jours (Something's Got to Give) de George Cukor
- 1962 : M. Hobbs prend des vacances (Mr. Hobbs Takes a Vacation)
- 1963 : Take Her, She's Mine
- 1964 : Deux copines, un séducteur (The World of Henry Orient)
- 1965 : Chère Brigitte (Dear Brigitte)
- 1967 : Les Douze Salopards (The Dirty Dozen)

#### Comme producteur
- 1935 : Cardinal Richelieu
- 1935 : L'Homme qui fait sauter la banque (The Man Who Broke the Bank at Monte Carlo) de Stephen Roberts
- 1936 : Je n'ai pas tué Lincoln (The Prisoner of Shark Island)
- 1936 : Le Médecin de campagne (The Country Doctor) de Henry King
- 1936 : Les Chemins de la gloire (The Road to Glory) (producteur associé)
- 1936 : Fossettes (Dimples)
- 1936 : Saint-Louis Blues (Banjo on My Knee)
- 1937 : Nancy Steele a disparu (Nancy Steele Is Missing!)
- 1937 : Café métropole (Café Metropole)
- 1937 : Le Dernier Négrier (Slave Ship)
- 1937 : Aventure en Espagne (Love Under Fire)
- 1939 : Le Brigand bien-aimé (Jesse James)
- 1939 : Wife, Husband and Friend (en)
- 1939 : Rose de Broadway (Rose of Washington Square)
- 1940 : Les Raisins de la colère (The Grapes of Wrath)
- 1940 : Tanya l'aventurière (I Was an Adventuress) de 	Gregory Ratoff
- 1940 : La Roulotte rouge ou La Belle écuyère (Chad Hanna)
- 1942 : La Folle Histoire de Roxie Hart (Roxie Hart)
- 1942 : The Pied Piper
- 1942 : Life Begins at Eight-Thirty
- 1943 : The Moon Is Down
- 1943 : Holy Matrimony
- 1944 : Casanova le petit (Casanova Brown)
- 1945 : La Femme au portrait (The Woman in the Window)
- 1946 : La Double Énigme (The Dark Mirror)
- 1947 : The Senator Was Indiscreet (en)
- 1948 : Monsieur Peabody et la sirène (Mr. Peabody and the Mermaid)
- 1949 : Si ma moitié savait ça (Everybody Does It)
- 1950 : Three Came Home
- 1950 : La Cible humaine (The Gunfighter)
- 1950 : Le Moineau de la Tamise (The Mudlark)
- 1951 : Le Renard du désert (The Desert Fox: The Story of Rommel)
- 1952 : Appel d'un inconnu (Phone call from a stranger)
- 1952 : Cinq mariages à l'essai (We're Not Married!)
- 1952 : Ma cousine Rachel (My Cousin Rachel)
- 1953 : Comment épouser un millionnaire (How to Marry a Millionaire)
- 1954 : Les Gens de la nuit (Night People)
- 1954 : La Veuve noire (Black Widow)
- 1955 : Deux Filles en escapade (How to Be Very, Very Popular)
- 1957 : Ma femme a des complexes (Oh, Men! Oh, Women!)
- 1957 : Les Trois Visages d'Ève (The Three Faces of Eve)
- 1959 : L'Homme qui comprend les femmes (The Man Who Understood Women)

#### Comme réalisateur
- 1954 : Les Gens de la nuit (Night People)
- 1954 : La Veuve noire (Black Widow)
- 1955 : Deux Filles en escapade (How to Be Very, Very Popular)
- 1956 : L'Homme au complet gris (The Man in the Gray Flannel Suit)
- 1957 : Ma femme a des complexes (Oh, Men! Oh, Women!)
- 1957 : Les Trois Visages d'Ève (The Three Faces of Eve)
- 1959 : L'Homme qui comprend les femmes (The Man Who Understood Women)
- 1960 : L'Ange pourpre (The Angel Wore Red)